# 贝南莱圣阿沃尔德
贝南莱圣阿沃尔德（法語：Béning-lès-Saint-Avold，法語發音：[benɛ̃ lɛ sɛ̃.t‿avɔld]，意为“聖阿沃爾德附近的贝南”；洛林法兰克语：Beninge）是法国摩泽尔省的一个市镇，属于福尔巴克-布莱摩泽尔区。

## 地名
该地名“Béning-lès-Saint-Avold”发音为[benɛ̃ lɛ sɛ̃.t‿avɔld]，其中“Béning”发音为[benɛ̃]而非[beniŋ]，“Saint-Avold”的字母“ld”发音且其是一个通译为“圣阿沃尔德”的城市，《世界地名译名词典》将其误译作“贝宁莱圣阿沃”。

## 地理
贝南莱圣阿沃尔德（49°7'55"N, 6°50'21"E）面积3.69 平方千米，位于法国大東部大區摩泽尔省，该省份为法国东北部内陆省份，是洛林的一部分，西南接默尔特-摩泽尔省，东临下莱茵省，北与卢森堡和德国接壤。
与贝南莱圣阿沃尔德接壤的市镇（或旧市镇、城区）包括：贝坦、科什伦、法雷贝斯维莱尔、桑布斯。
贝南莱圣阿沃尔德的时区为UTC+01:00、UTC+02:00（夏令时）。

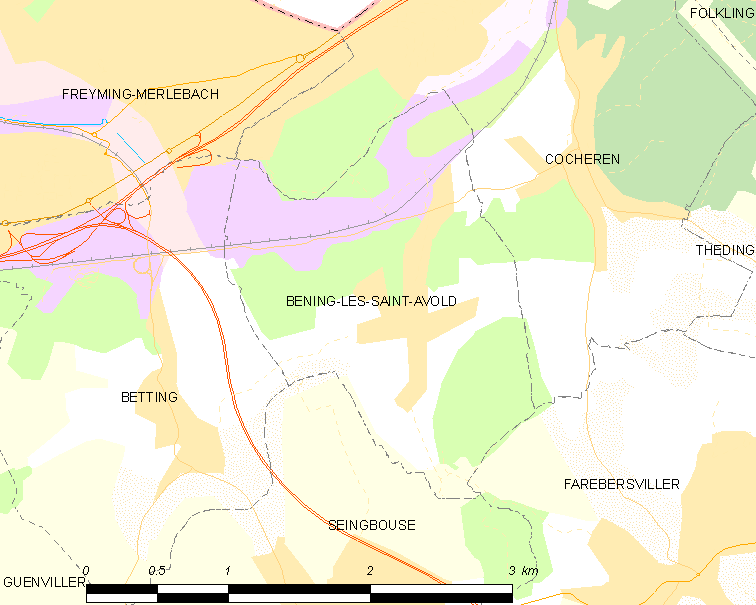
贝南莱圣阿沃尔德的OSM定位图

## 行政
贝南莱圣阿沃尔德的邮政编码为57800，INSEE市镇编码为57061。

## 政治
贝南莱圣阿沃尔德所属的省级选区为弗雷曼-梅尔勒巴克县。

## 人口

1962-2008年间贝南莱圣阿沃尔德人口变化图示

贝南莱圣阿沃尔德于2022年1月1日时的人口数量为1133人。